# Камачо, Пабло
Пабло Хесус Камачо Фигейра (исп. Pablo Jesús Camacho Figueira; родился 12 декабря 1990 года в Каракасе, Венесуэла) — венесуэльский футболист, защитник и капитан клуба «Депортиво Тачира». Выступал за сборную Венесуэлы.

## Клубная карьера
Пабло Камачо начинал свою профессиональную футбольную карьеру в клубе «Каракас» в 2007 году. В 2008 году он на правах аренды перешёл в венесуэльскую «Депортиво Италия», а в 2009 году на тех же правах в испанский «Эспаньол». В 2010 году он вернулся в «Каракас», где выступал до 2012 года.
Поиграв за венесуэльские «Арагуа» и «Депортиво Ансоатеги», Камачо в 2014 году перешёл в клуб «Депортиво Ла Гуайра», а спустя год — в «Депортиво Тачира». С января 2018 года выступает за гибралтарский «Линкольн Ред Импс».

## Международная карьера
Пабло Камачо выступал за молодёжную сборную Венесуэлы на Молодёжном чемпионате мира по футболу 2009 года в Египте.
В национальной сборной дебютировал 11 февраля 2009 года в игре против Гватемалы. В 2009—2010 году принял участие в трёх матчах, следующую игру провёл спустя семь лет — в июне 2017 года против сборной США.